# Гвандра (Гульрипшский район)
Гуа́ндра (абх. Гәандра, груз. გვანდრა) — посёлок в Абхазии, в Гулрыпшском районе частично признанной Республики Абхазия, согласно административному делению Грузии — в Гульрипшском муниципалитете Абхазской Автономной Республики. Высота над уровнем моря составляет 800 метров.
Название поселения происходит от абх. Гә-аандра – «пограничный» (агәы – «середина, граница» и аандара – «сторона, край»).

## Население

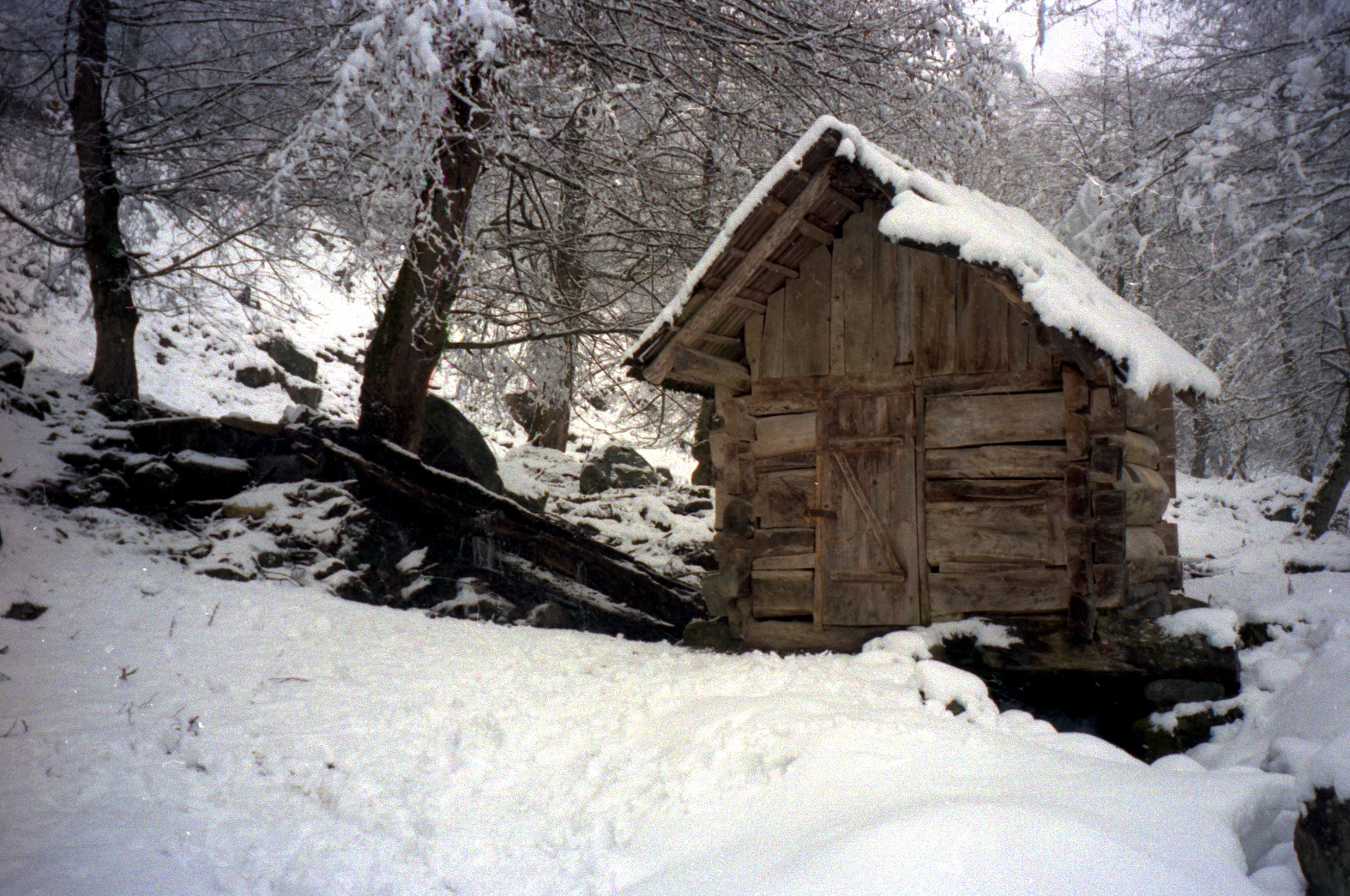
Мельница в Гуандре

В 1959 году в селе Гуандра жило 217 человек, в основном грузины (в Ажарском сельсовете в целом – 3239 человек, также в основном грузины). В 1989 году в селе жило 105 человек, также в основном грузины (сваны). По данным переписи населения Грузии 2002 года, в селе Гуандра (на момент переписи контролировавшимся властями Грузии) проживало 97 человек.